# Biblioteca nazionale slovacca

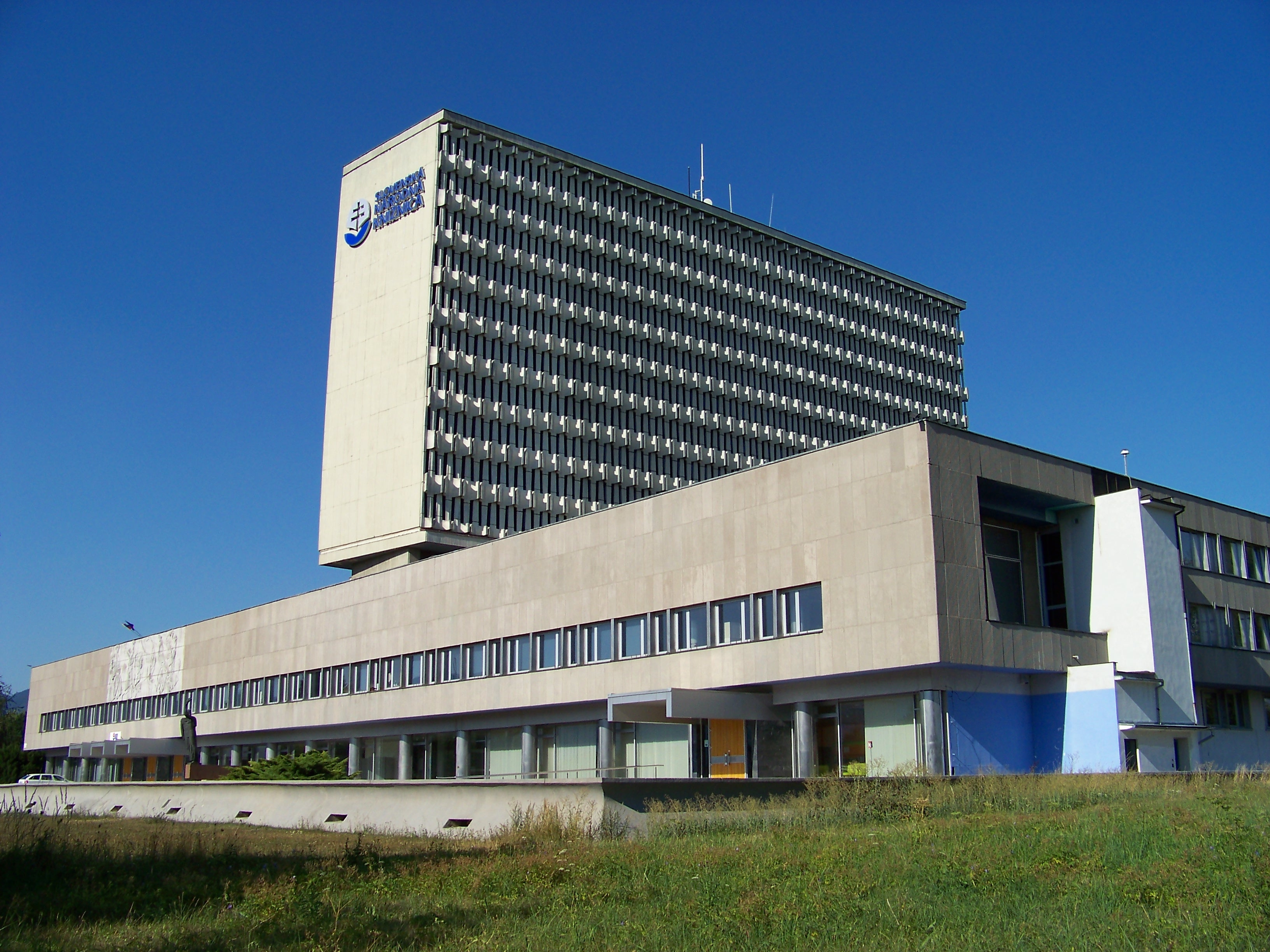
La Biblioteca nazionale slovacca, a Martin

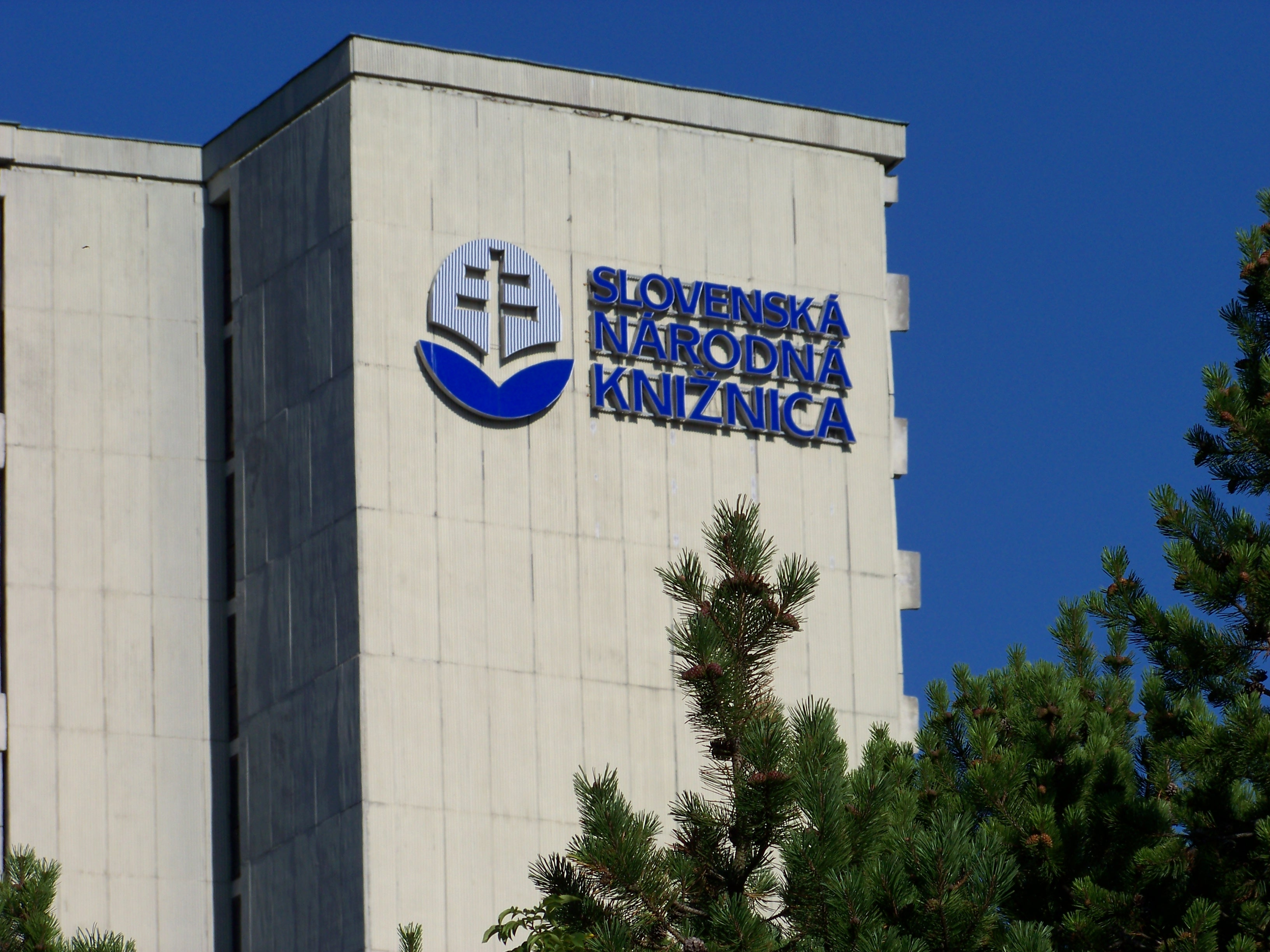
Dettaglio della facciata

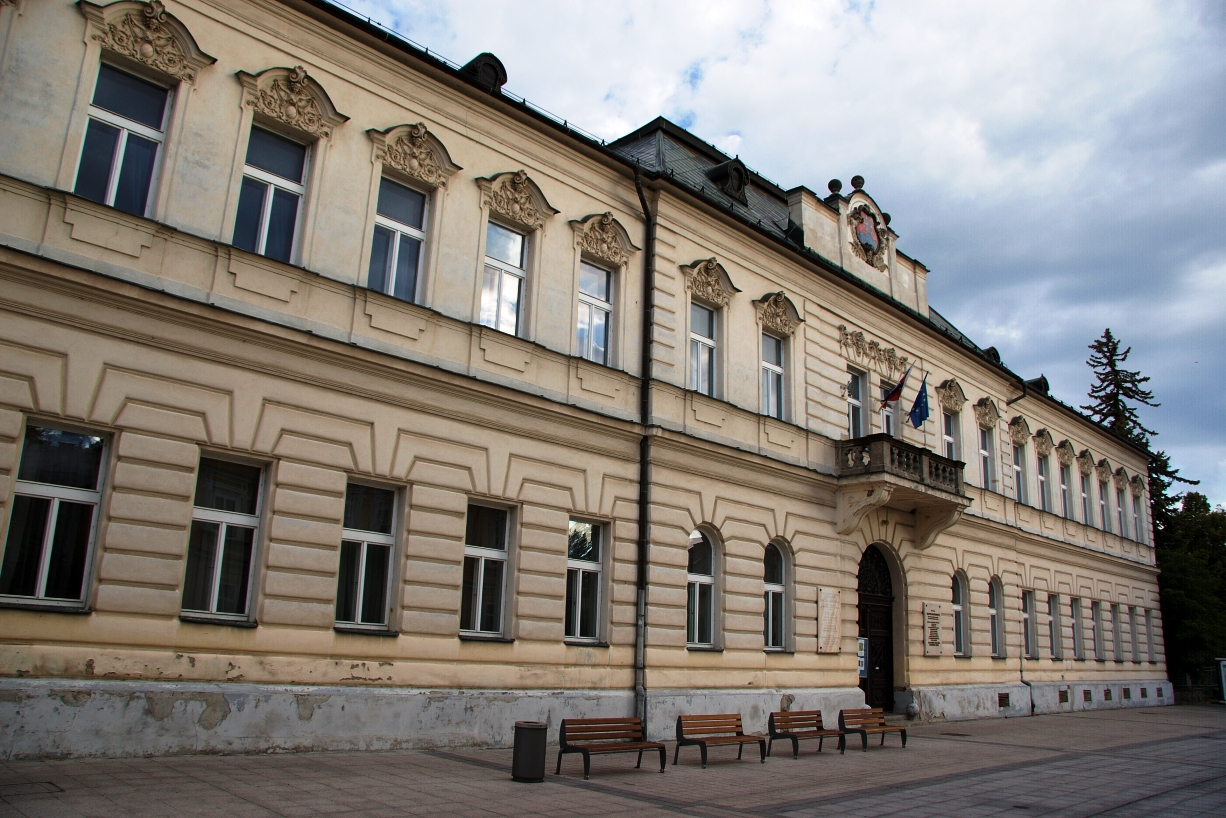
Il Museo letterario

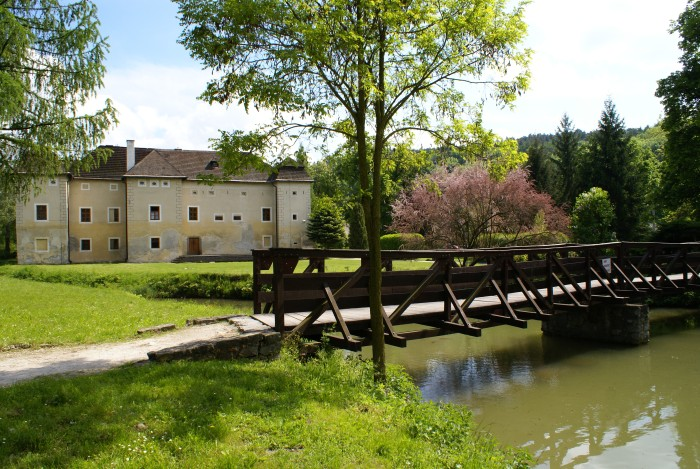
Il Museo slavo Aleksandr Sergeevič Puškin, a Brodzany.

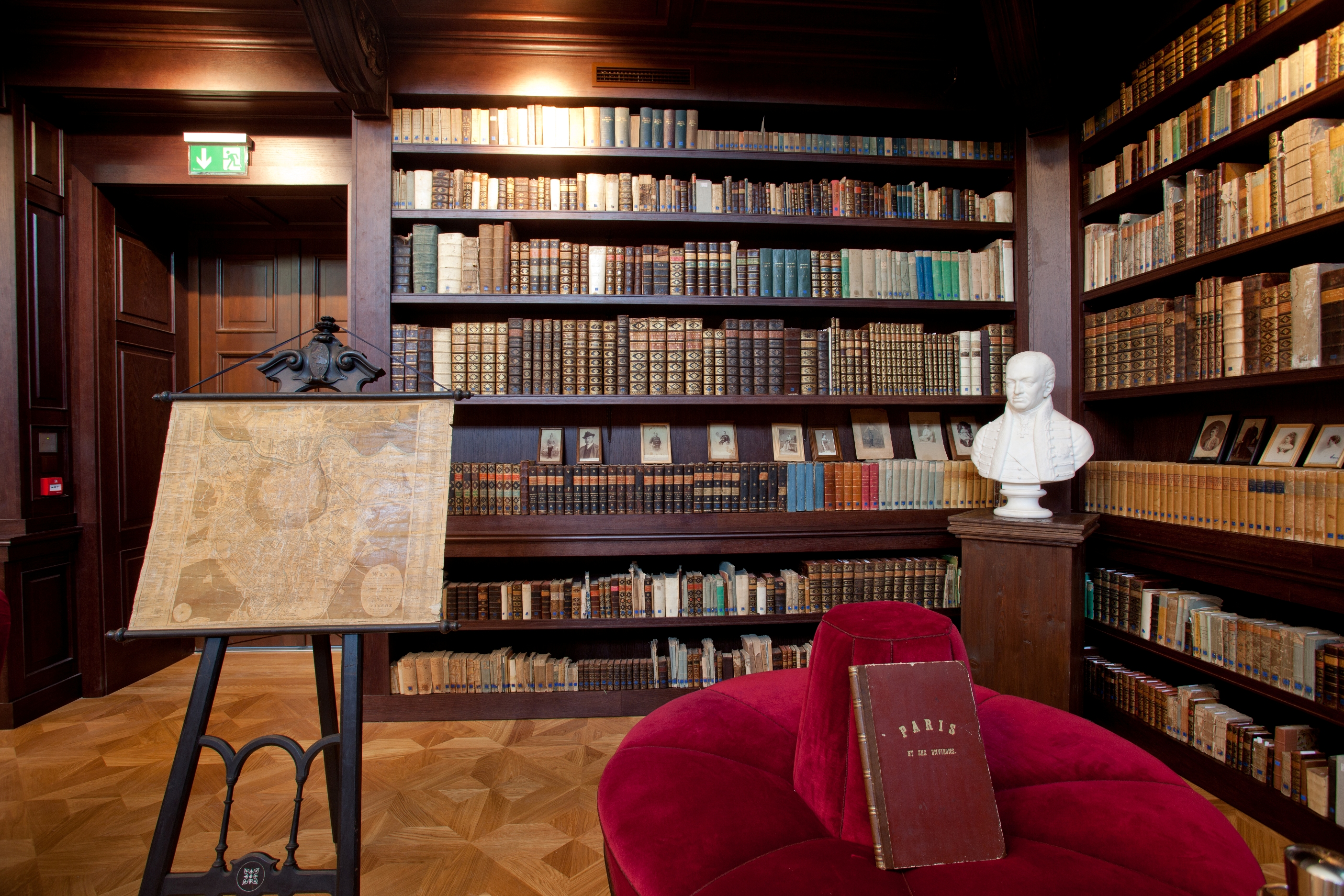
La storica Biblioteca Apponiana, a Oponice.

La Biblioteca nazionale slovacca (in slovacco: Slovenská národná knižnica) è la biblioteca nazionale della Slovacchia con sede a Martin. Assolve i compiti di biblioteca di conservazione e deposito. Raccoglie, tratta professionalmente, immagazzina, protegge e rende fruibile al pubblico documenti slovacchi e altri documenti slavi relativi alla Slovacchia per autore, lingua, luogo di stampa o tema. I fondi e le collezioni della Biblioteca nazionale slovacca comprendono 4,9 milioni di volumi, 1,7 milioni di documenti d'archivio e migliaia di oggetti museali.
La Biblioteca nazionale slovacca comprende anche due musei. 
Il Museo letterario (Literárne múzeum) raccoglie oggetti relativi alla letteratura slovacca e illustra lo sviluppo storico della letteratura. Il Museo illustra anche il Cimitero nazionale, in cui sono sepolti personalità eminenti della cultura, della scienza e della storia nazionale slovacca. 
Il Museo slavo Aleksandr Sergeevič Puškin (Slovanské múzeum A. S. Puškina), è ospitato nella dimora della famiglia Puškin a Brodzany, documenta le relazioni fra la letteratura slovacca e le altre letterature slave.
La Biblioteca nazionale slovacca gestisce anche la storica Biblioteca Apponiana (Aponiovská knižnica), la biblioteca della nobile famiglia Apponyi, ospitata nella residenza di Oponice.
La Biblioteca nazionale slovacca coordina lo sviluppo del sistema librario della Slovacchia e attende alla modernizzazione della biblioteca e dei sistemi informativi. La Biblioteca nazionale slovacca coopera direttamente con organismi slovacchi e stranieri su progetti internazionali. Nel 2010 ha messo in opera il progetto di biblioteca digitale e archivio digitale DIKDA , cofinanziato dal Fondo europeo di sviluppo regionale. Attraverso questo progetto, la Biblioteca nazionale rende fruibile al pubblico documenti digitalizzati conservati nei propri fondi.

## Storia
Le origini della biblioteca risalgono all'imperatore Francesco Giuseppe. Il Diploma di ottobre del 1860 prometteva pari diritti a tutti i popoli dell'Impero austro-ungarico. Tuttavia, gli ungheresi riuscirono a negare i diritti nazionali degli slovacchi nel contesto di politiche di magiarizzazione di tutto il Regno d'Ungheria, così che l'imperatore approvò solo la fondazione di tre ginnasi con insegnamento in slovacco e della Matica slovenská (1863). Questa associazione indipendente, con sede a Martin, si occupava della raccolta di libri e documenti riguardanti la cultura slovacca. Oltre a importanti scienziati, la Matica aveva anche un'ampia base associativa in tutta la Slovacchia.
La base della biblioteca fu la collezione di Martin Hamuljak e del teologo Michal Rešetka. Hamuljak aveva già donato la sua collezione in vista della fondazione della Matica al ginnasio di Banská Bystrica. Secondo il documento di dedica, la sua collezione comprendeva 1.046 titoli. Sebbene molti dei libri fossero legati alla Slovacchia, non erano stati scritti in slovacco. C'erano anche libri di letteratura antica. La biblioteca di Rešetka, che era morto anch'egli prima della fondazione della Matica, passò nelle mani della Matica tramite il vescovo di Nitra.
Il primo deposito delle collezioni fu la residenza del vescovo Štefan Moyzes, il primo presidente della Matica slovenská, a Banská Bystrica.
Fin da principio, la Biblioteca nazionale ebbe numerosi donatori che resero i libri disponibili per la collezione. Non erano solo slovacchi, ma anche altre istituzioni e personalità slave, tra cui lo zar Alessandro II.
Dopo la morte del vescovo Moyzes, la collezione fu trasferita a Martin, ove fu ospitata in un edificio separato e resa accessibile al pubblico.
Nel 1875, l'attività della Matica fu limitata dal ministero degli Interni ungherese. Alla fine, la Matica fu disciolta perché considerata  antipatriottica. A quel tempo, c'erano circa 10.000 stampe e 20.000 duplicati nella collezione. Erano ancora conservati nell'edificio originale e solo nel 1902 furono portati al museo del Comitato di Nyitra. La maggior parte della collezione rimase a Nitra, solo una piccola parte arrivò alla Biblioteca nazionale Széchényi di Budapest. Le indagini successive hanno dimostrato che circa il 28% dei titoli era slovacco.
Nel 1890 furono fondati il Museo e la Biblioteca della Matica, per continuare l'attività della disciolta Matica. Per evitare che le collezioni fossero confiscate dalle autorità ungheresi, furono trasferite in possesso dei membri della disciolta Matica in conformità con lo statuto. Nel 1896 il fondo della Società museale slovacca fu trasferito a Martin. Questa società era stata fondata su iniziativa di Andrej Kmeť, sacerdote cattolico, archeologo e botanico.
Nel 1910, la collezione comprendeva circa 60.000 volumi. Sia nel periodo fino alla Prima guerra mondiale, sia dopo il 1921, quando la Slovacchia era entrata a far parte della nuova Cecoslovacchia, numerosi donatori continuarono ad arricchire le collezioni con lasciti e donazioni.
Il trasferimento in un nuovo edificio con un grande magazzino nel 1927 rese possibile aumentare il numero di collezioni più velocemente. Dopo la riapertura della Matica slovenská nel 1919, la Società museale slovacca decise di restituire le sue collezioni alla Matica. Solo negli anni 1940 tornarono i fondi della Biblioteca nazionale ungherese.
Indipendentemente dall'attività della Matica slovenská, negli anni 1930 c'erano già delle proposte per costruire una biblioteca nazionale. In realtà, fu fondata nel 1941. Questa biblioteca era gestita come un'associazione e aveva la sua sede in Martin, che quindi si trovava ad avere due biblioteche scientifiche. Da allora, la nuova Biblioteca nazionale ricevette le copie del deposito, ma non aveva spazio per ospitare questa collezione. Fu preso allora in considerazione un trasferimento a Bratislava presso l'Università Comenio.
Nel dopoguerra il regime comunista, considerava indesiderabile la Matica slovenská, erede degli ideali del Risorgimento slovacco, e per evitare un impopolare scioglimento, nel 1953 fuse la Matica con la Biblioteca nazionale. L'anno seguente tutto fu nazionalizzato con la funzione di istituto bibliotecario-bibliotecario, che divenne il centro dell'intero sistema bibliotecario della Slovacchia. In seguito alla chiusura di numerosi monasteri e chiese, le loro biblioteche furono confiscate e confluirono nella Biblioteca nazionale, insieme ad altre biblioteche nobiliari.
A metà degli anni 1970, la Biblioteca nazionale si trasferì in un nuovo edificio, dove si trova ancora oggi. In occasione del trasferimento furono catalogati molti documenti che in precedenza non erano stati registrati.
Dopo il 1993 i beni sequestrati sono stati restituiti ai loro proprietari originali grazie a varie leggi di restituzione.
Dal 2000 la Biblioteca nazionale slovacca e la Matica slovenská si sono divisi e la Biblioteca nazionale slovacca è stata posta sotto il controllo della Ministero della cultura.